# FIBA Hall of Fame

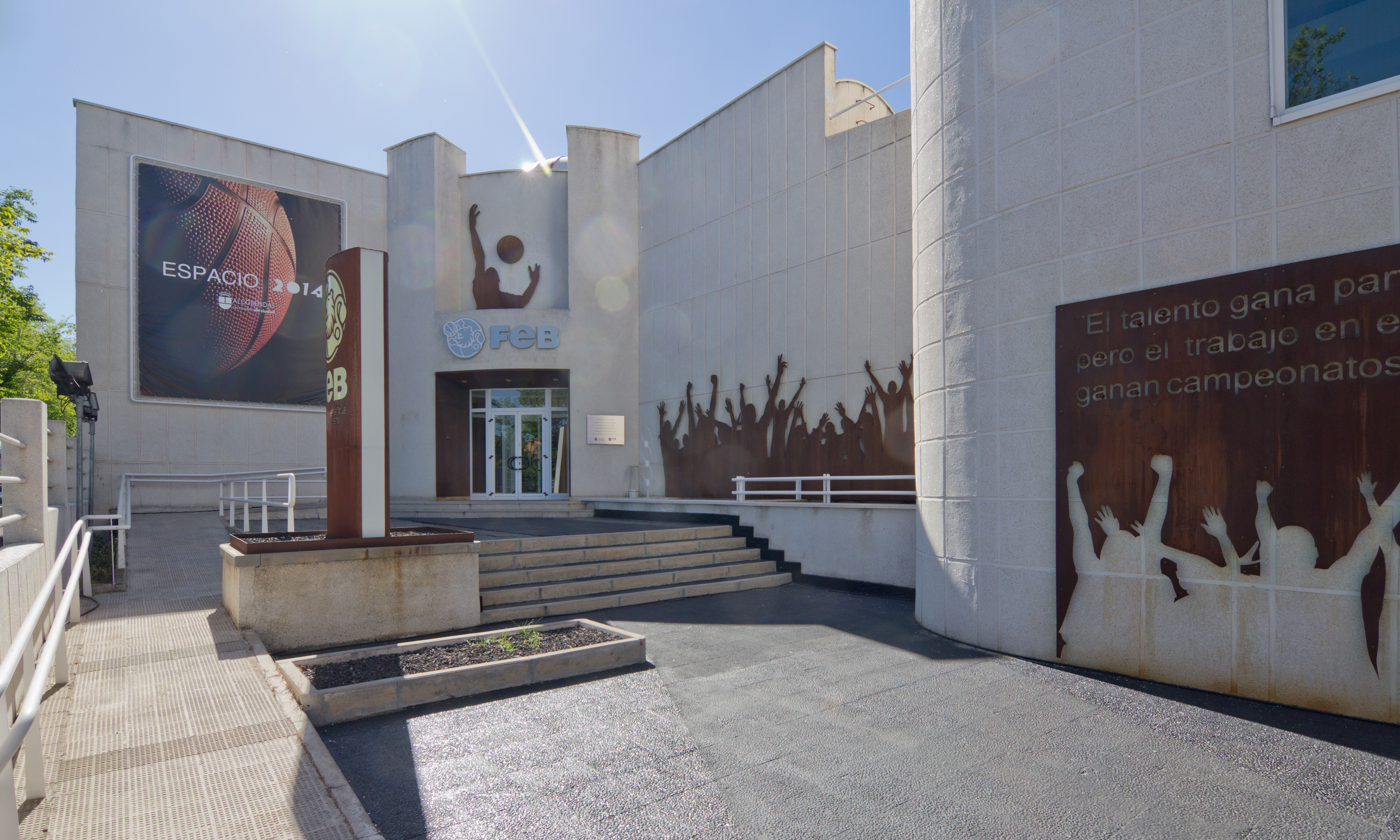
FIBA Hall of Fame

Die FIBA Hall of Fame ist die Ruhmeshalle der Fédération Internationale de Basketball. In sie werden seit 2007 die herausragendsten Basketballspieler, Trainer, Schiedsrichter, Förderer und Mannschaften aufgenommen, wobei in erster Linie die Leistung bei FIBA-Turnieren gewertet wird.
Die FIBA Hall of Fame, deren Idee vom ehemaligen spanischen Basketballtrainer Pedro Ferrándiz stammte, liegt in Alcobendas in Spanien, unmittelbar neben der Pedro Ferrándiz Stiftung, dem größten Basketball-Dokumentationsarchiv außerhalb der Vereinigten Staaten.
Die FIBA Hall of Fame ist nicht zu verwechseln mit der Naismith Memorial Basketball Hall of Fame.

## Liste der aufgenommenen Spieler (Stand: 2025)
| Aufnahmejahr | Spieler                   | Nationalität                  |
| ------------ | ------------------------- | ----------------------------- |
| 2007         | Alexander Below           | Russland                      |
| 2007         | Sergei Below              | Russland                      |
| 2017         | Mickey Berkowitz          | Israel                        |
| 2025         | Alphonse Bilé             | Elfenbeinküste                |
| 2025         | Andrew Bogut              | Australien                    |
| 2017         | Pero Cameron              | Neuseeland                    |
| 2013         | Jean-Jacques Conceição    | Angola                        |
| 2007         | Krešimir Ćosić            | Kroatien                      |
| 2007         | Teófilo Cruz              | Puerto Rico                   |
| 2007         | Dražen Dalipagić          | Serbien                       |
| 2007         | Ivo Daneu                 | Slowenien                     |
| 2010         | Vlade Divac               | Serbien                       |
| 2007         | Mirza Delibašić           | Bosnien und Herzegowina       |
| 2016         | Panagiotis Fasoulas       | Griechenland                  |
| 2021         | Mathieu Faye              | Senegal                       |
| 2007         | Oscar Furlong             | Argentinien                   |
| 2007         | Nikos Galis               | Griechenland                  |
| 2025         | Pau Gasol                 | Spanien                       |
| 2013         | Andrew Gaze               | Australien                    |
| 2021         | Panagiotis Giannakis      | Griechenland                  |
| 2019         | Atanas Golomeev           | Bulgarien                     |
| 2009         | Ricardo González          | Argentinien                   |
| 2023         | Sony Hendrawan            | Indonesien                    |
| 2015         | Ruperto Herrera Tabio     | Kuba                          |
| 2015         | Michael Jordan            | Vereinigte Staaten            |
| 2010         | Dragan Kićanović          | Serbien                       |
| 2007         | Radivoj Korać             | Serbien                       |
| 2021         | Stanislav Kropilák        | Slowakei                      |
| 2017         | Toni Kukoč                | Kroatien                      |
| 2020         | Mieczyslaw Lopatka        | Polen                         |
| 2023         | Carlos „Caloy“ Loyzaga    | Philippinen                   |
| 2015         | Šarūnas Marčiulionis      | Litauen                       |
| 2023         | Wlamir Marques            | Brasilien                     |
| 2007         | Fernando Martín Espina    | Spanien                       |
| 2007         | Pierluigi Marzorati       | Italien                       |
| 2010         | Dino Meneghin             | Italien                       |
| 2024         | Reggie Miller             | Vereinigte Staaten            |
| 2021         | Oscar Moglia              | Uruguay                       |
| 2019         | Alonzo Mourning           | Vereinigte Staaten            |
| 2020         | Steve Nash                | Kanada Vereinigtes Königreich |
| 2019         | Fabricio Oberto           | Argentinien                   |
| 2016         | Hakeem Olajuwon           | Nigeria Vereinigte Staaten    |
| 2017         | Shaquille O’Neal          | Vereinigte Staaten            |
| 2019         | Jose „Piculin“ Ortiz      | Puerto Rico                   |
| 2020         | Modestas Paulauskas       | Litauen                       |
| 2007         | Amaury Pasos              | Brasilien                     |
| 2024         | Kirk Penney               | Neuseeland                    |
| 2009         | Ubiratan Pereira Maciel   | Brasilien                     |
| 2007         | Dražen Petrović           | Kroatien                      |
| 2016         | Manuel Raga               | Mexiko                        |
| 2025         | Ratko Radovanović         | Serbien                       |
| 2015         | Antoine Rigaudeau         | Frankreich                    |
| 2009         | Oscar Robertson           | Vereinigte Staaten            |
| 2013         | David Robinson            | Vereinigte Staaten            |
| 2007         | Emiliano Rodríguez        | Spanien                       |
| 2007         | Bill Russell              | Vereinigte Staaten            |
| 2010         | Arvydas Sabonis           | Litauen                       |
| 2020         | Kenichi Sako              | Japan                         |
| 2024         | Romain Sato               | Zentralafrikanische Republik  |
| 2016         | Juan Antonio San Epifanio | Spanien                       |
| 2010         | Oscar Schmidt             | Brasilien                     |
| 2021         | Detlef Schrempf           | Deutschland                   |
| 2023         | Zurab Sakandelidze        | Georgien                      |
| 2013         | Zoran Slavnić             | Serbien                       |
| 2024         | Predrag Stojaković        | Serbien                       |
| 2021         | Sergei Tarakanow          | Russland                      |
| 2015         | Wladimir Tkatschenko      | Ukraine                       |
| 2017         | Valdis Valters            | Lettland                      |
| 2023         | Angelo Victoriano         | Angola                        |
| 2020         | Oleksandr Wolkow          | Ukraine                       |
| 2019         | Mohsen Medhat Warda       | Ägypten                       |
| 2023         | Yao Ming                  | Volksrepublik China           |
| 2020         | Jure Zdovc                | Slowenien                     |
| 2019         | Jiří Zídek Sr.            | Tschechien                    |

## Liste der aufgenommenen Spielerinnen
| Aufnahmejahr | Spielerinnen                    | Nationalität            |
| ------------ | ------------------------------- | ----------------------- |
| 2019         | Janeth Arcain                   | Brasilien               |
| 2025         | Leonor Borrell                  | Kuba                    |
| 2015         | Anne Donovan                    | Vereinigte Staaten      |
| 2019         | Margo Dydek                     | Polen                   |
| 2013         | Teresa Edwards                  | Vereinigte Staaten      |
| 2020         | Isabelle Fijalkowski            | Frankreich              |
| 2022         | Lisa Leslie                     | Vereinigte Staaten      |
| 2021         | Hana Horáková-Machová           | Tschechien              |
| 2022         | Robyn Maher                     | Australien              |
| 2007         | Hortência Marcari               | Brasilien               |
| 2022         | Mame Maty Mbengue               | Senegal                 |
| 2023         | Katrina McClain                 | Vereinigte Staaten      |
| 2007         | Ann Meyers                      | Vereinigte Staaten      |
| 2024         | Miao Lijie                      | Volksrepublik China     |
| 2010         | Cheryl Miller                   | Vereinigte Staaten      |
| 2017         | Razija Mujanović                | Bosnien und Herzegowina |
| 2024         | Danira Nakić-Bilić              | Kroatien                |
| 2020         | Agnes Nemeth                    | Ungarn                  |
| 2023         | Yuko Oga                        | Japan                   |
| 2025         | Ticha Penicheiro                | Portugal                |
| 2022         | Catarina Pollini                | Italien                 |
| 2020         | Park Shin-ja                    | Südkorea                |
| 2007         | Liliana Ronchetti               | Italien                 |
| 2010         | Natalja Sassulskaja             | Russland                |
| 2007         | Uļjana Semjonova                | Lettland                |
| 2013         | Maria Paula Silva               | Brasilien               |
| 2024         | Skaidrīte Smildziņa-Budovska    | Lettland                |
| 2025         | Dawn Staley                     | Vereinigte Staaten      |
| 2021         | Penka Stoyanova                 | Bulgarien               |
| 2022         | Jurgita Streimikyte-Virbickiene | Litauen                 |
| 2023         | Penny Taylor                    | Australien              |
| 2016         | Michele Timms                   | Australien              |
| 2023         | Amaya Valdemoro                 | Spanien                 |
| 2007         | Vanya Voynova                   | Bulgarien               |
| 2021         | Zheng Haixia                    | Volksrepublik China     |

## Liste der aufgenommenen Trainer und Trainerinnen
Mit der Russin Lidia Alexeyeva (Aufnahmejahr 2007), den US-Amerikanerinnen Kay Yow (2009), Pat Summitt (2013), der Australierin Jan Stirling (2015), Natalia Hejkova (2019), Tara VanDerveer (2020), Maria Planas (2022) sowie Valérie Garnier (2024) wurden bisher acht weibliche Coaches aufgenommen.
| Aufnahmejahr | Trainer & Trainerinnen | Nationalität        |
| ------------ | ---------------------- | ------------------- |
| 2007         | Lidija Alexejewa       | Russland            |
| 2022         | Geno Auriemma          | Vereinigte Staaten  |
| 2022         | Antonio Barbosa        | Brasilien           |
| 2016         | Jorge Canavesi         | Argentinien         |
| 2021         | Chuck Daly             | Vereinigte Staaten  |
| 2007         | Antonio Díaz-Miguel    | Spanien             |
| 2013         | Jack Donohue           | Kanada              |
| 2009         | Pedro Ferrándiz        | Spanien             |
| 2023         | Sandro Gamba           | Italien             |
| 2023         | Valérie Garnier        | Frankreich          |
| 2010         | Lindsay Gaze           | Australien          |
| 2007         | Alexander Gomelski     | Russland            |
| 2010         | Jewgeni Gomelski       | Russland            |
| 2019         | Natalia Hejkova        | Slowakei            |
| 2007         | Henry Iba              | Vereinigte Staaten  |
| 2017         | Dušan Ivković          | Serbien             |
| 2007         | Wladimir Kondraschin   | Russland            |
| 2025         | Mike Krzyzewski        | Vereinigte Staaten  |
| 2020         | Ruben Magnano          | Argentinien         |
| 2021         | Tom Maher              | Australien          |
| 2021         | Ettore Messina         | Italien             |
| 2009         | Pete Newell            | Vereinigte Staaten  |
| 2007         | Aleksandar Nikolić     | Serbien             |
| 2010         | Mirko Novosel          | Kroatien            |
| 2020         | Svetislav Pešić        | Serbien             |
| 2024         | Dan Peterson           | Vereinigte Staaten  |
| 2022         | Maria Planas           | Spanien             |
| 2007         | Giancarlo Primo        | Italien             |
| 2013         | Cesare Rubini          | Italien             |
| 2007         | Dean Smith             | Vereinigte Staaten  |
| 2007         | Togo Renan Soares      | Brasilien           |
| 2015         | Jan Stirling           | Australien          |
| 2013         | Pat Summitt            | Vereinigte Staaten  |
| 2019         | Bogdan Tanjevic        | Montenegro          |
| 2020         | Tara VanDerveer        | Vereinigte Staaten  |
| 2022         | Milan „Ciga“ Vasojevic | Serbien             |
| 2009         | Kay Yow                | Vereinigte Staaten  |
| 2007         | Ranko Žeravica         | Serbien             |
| 2019         | Mou Zuoyun             | Volksrepublik China |

## Liste der aufgenommenen Schiedsrichter (Shaper Award)
| Aufnahmejahr | Schiedsrichter     | Nationalität       |
| ------------ | ------------------ | ------------------ |
| 2009         | Artenik Arabadjian | Bulgarien          |
| 2010         | Jim Bain           | Vereinigte Staaten |
| 2007         | Obrad Belošević    | Serbien            |
| 2015         | Robert Blanchard   | Frankreich         |
| 2010         | Konstantinos Dimou | Griechenland       |
| 2007         | Mario Hopenhaym    | Uruguay            |
| 2007         | Ervin Kassai       | Ungarn             |
| 2007         | Wladimir Kostin    | Russland           |
| 2013         | Walentin Lasarow   | Bulgarien          |
| 2009         | Marcel Pfeuti      | Schweiz            |
| 2007         | Allen Rae          | Kanada             |
| 2007         | Pietro Reverberi   | Italien            |
| 2013         | Costas Rigas       | Griechenland       |
| 2007         | Renato Righetto    | Brasilien          |

## Liste der aufgenommenen Förderer
- aus Serbien: Nebojša Popović, Borislav Stanković, Radomir Šaper
- aus Spanien Anselmo López, Raimundo Saporta, Ernesto Segura de Luna, Juan Antonio Samaranch
- aus den USA: Willard N. Greim, George Killian, Edward S. Steitz, David Stern
- aus Italien: Decio Scuri, Aldo Vitale
- aus Brasilien: Antonio dos Reis Carneiro, José Claudio Dos Reis
- aus Ägypten: Abdel Azim Ashry, Abdel Moneim Wahby
- aus Russland: Nikolai Semaschko
- aus Frankreich: Robert Busnel
- aus dem Vereinigten Königreich: Renato William Jones
- aus der Türkei: Turgut Atakol
- aus Polen: Marian Kozlowski
- aus Ungarn: Ferenc Hepp
- aus Österreich: August Pitzl
- aus der Schweiz: Léon Bouffard, Patrick Baumann
- aus Kanada: James Naismith
- aus Peru: Eduardo Airaldi Rivarola
- von den Philippinen: Dionisio „Chito“ Calvo
- aus Japan: Yoshimi Ueda
- aus Südkorea: Yoon Duk-Joo
- aus Australien: Alistair Ramsay
- aus Argentinien: Luis Martín
- aus Deutschland: Hans-Joachim Otto
- aus Senegal: Abdoulaye Sèye Moreau
- aus Israel: Noah Klieger

## Liste der aufgenommenen Mannschaften
- Dream Team